# Eutrepsia primulina
Eutrepsia primulina är en fjärilsart som beskrevs av Butler och Druce 1892. Eutrepsia primulina ingår i släktet Eutrepsia och familjen mätare. Inga underarter finns listade i Catalogue of Life.